# 郝玲妮
郝玲妮（1957年—），臺灣女性太空科學家，專業領域為太空電漿物理及磁層物理，2004年，主持探空四號火箭科學實驗計畫，為台灣國內首次自製太空科學酬載儀器之外，後來研發高解析度磁場感測器。郝玲妮是國立中央大學太空科學研究所首任女所長，目前仍任教於該太空所（於2021年改制為太空系），曾任中華民國物理學會的物理女性委員。

## 生平
1957年生於台灣的彰化縣，郝玲妮曾受訪指出該年是人類第一顆人造衛星上太空，也是人類開啟太空宇宙的探索之始，1969年，她就讀小學六年級時，在電視上看到阿波羅11號太空人尼爾·阿姆斯壯登陸月球，自述因此與太空結下不解之緣。
郝玲妮畢業於台中女中後，進入國立中央大學大氣科學系，之後前往美國萊斯大學攻讀太空科學，1987年，獲得博士學位後任職美國達特茅斯學院。
於美工作五年半時，郝玲妮看到新聞描述台灣要發展太空計畫，中央大學太空科學研究所已成立，油然而生一股使命感，決心要回台貢獻所長，1993年，返台到中央大學太空科學研究所任教，曾為該所首位女所長，及國立中央大學首位女性學務長。

## 研究
研究領域為太空電漿物理、磁層物理。
中央大學太空科學所所長，2002年成立「衛星酬載發展實驗室」進行人造衛星儀器研發。
和中央大學機械系光機電工程研究所合作開發小型衛星。

## 榮譽
- 2010年國科會傑出研究獎[8]
- 2010年中華民國物理學會會士[9]
- 國立中央大學大氣科學系傑出系友[10]。